# Гончаровка (Волгоградская область)
Гончаровка — село в Октябрьском районе Волгоградской области, в составе Шелестовского сельского поселения.

## География
Село расположено на берегах реки Аксай Есауловский в 2,7 км к северо-востоку от села Шелестово. 

## История
Дата основания не установлена. По состоянию на 1936 год значится как хутор Гончаровский - административный центр Гончаровского сельсовета Ворошиловского района Сталинградской области. В 1954 году включено в состав Шелестовского сельского совета. В 2000 году село Гончаровское Шелестовского сельсовета переименовано в село Гончаровка.

## Население
| 2002 |
| ---- |
| 248  |

| 2010 |
| ---- |
| 246  |

## Список улиц
В селе есть пять улиц:
- Заречная
- Молодёжная
- Набережная
- Степная
- Центральная

## Известные уроженцы
- Сердюков, Николай Филиппович - участник Сталинградской битвы, Герой Советского Союза (1943, посмертно).